# Biblioteca Pública do Estado da Paraíba
A Biblioteca Pública do Estado da Paraíba, foi criada em 1890, funcionou por muitos anos na Av. General Osório no centro de João Pessoa. Em 1982 foi transferida para o Espaço Cultural e ficou fechada durante sete anos. Em 2010 a Biblioteca foi reaberta e recebeu o nome de Juarez da Gama Batista, em homenagem ao escritor pessoense que foi integrante da Academia Paraibana de Letras. Com 2.200m² contempla quase 100 mil títulos. Possui livros raros, infatojuvenil, de culinária, didáticos, artes, folclore, romances e esportes. Possibilita o atendimento a 300 usuários diariamente. 

## Missão
A Biblioteca Juarez da Gama Batista deve atuar como instituição popular e democrática de educação, cultura, informação e recreação.

## Setores
- Salas de autores paraibanos -  recebeu o nome de Tarcísio de Miranda Burity fundador do Espaço Cultural.
- Sala de Referência - com dicionários e enciclopédias.
- Empréstimos - os usuários cadastrados podem ficar com o livro por um período de 10 dias
- Salas de multimídia
- Salas de restauração